# Ермір Леняні
Ермір Леняні (алб. Ermir Lenjani, нар. 5 серпня 1989, Приштина) — швейцарський і албанський футболіст, захисник, півзахисник клубу «Нант» і  національної збірної Албанії.

## Клубна кар'єра
Народився 5 серпня 1989 року в місті Приштина (на той час СФРЮ), у дитячому віці емігрував з батьками до Швейцарії. Вихованець футбольної школи клубу «Вінтертур». Дорослу футбольну кар'єру розпочав 2008 року в основній команді того ж клубу, яка грала у другому за силою швейцарському дивізіоні. Захищав кольори цього клубу до початку 2013 року, взявши участь у 96 матчах чемпіонату.  Більшість часу, проведеного у складі «Вінтертура», був основним гравцем команди. Також протягом цього періоду на правах оренди грав за «Грассгоппер» (у другій половині 2010).
У січні 2013 року перейшов до клубу елітного швейцарського дивізіону «Санкт-Галлена». Тренерським штабом нового клубу також розглядався як гравець «основи».
За два роки, 6 січня 2015 року, уклав контракт з французьким «Ренном». У новій команді виходив на поле дуже нерегулярно, тож у серпні того ж року був відданий в оренду до кінця сезону іншому французькому клубу, «Нанту».

## Виступи за збірну
2013 року прийняв пропозицію захищати кольори своєї історичної батьківщини і дебютував в офіційних матчах у складі національної збірної Албанії. Наразі провів у формі головної команди країни 15 матчів, забивши 1 гол.
| Дата       | Місто          | Господарі  | Результат | Гості      | Турнір            | Голи | Примітки |
| ---------- | -------------- | ---------- | --------- | ---------- | ----------------- | ---- | -------- |
| 15-11-2013 | Анталья        | Албанія    | 0 – 0     | Білорусь   | товариський матч  | -    | 81'      |
| 31-5-2014  | Івердон-ле-Бен | Албанія    | 0 – 1     | Румунія    | товариський матч  | -    | 46'      |
| 4-6-2014   | Будапешт       | Угорщина   | 1 – 0     | Албанія    | товариський матч  | -    |          |
| 7-9-2014   | Авейру         | Португалія | 0 – 1     | Албанія    | Відбір до ЧЄ 2016 | -    | 75'      |
| 11-10-2014 | Ельбасан       | Албанія    | 1 – 1     | Данія      | Відбір до ЧЄ 2016 | 1    |          |
| 14-10-2014 | Белград        | Сербія     | 0 – 3     | Албанія    | Відбір до ЧЄ 2016 | -    |          |
| 14-11-2014 | Ренн           | Франція    | 1 – 1     | Албанія    | товариський матч  | -    | 76'      |
| 18-11-2014 | Генуя          | Італія     | 1 – 0     | Албанія    | товариський матч  | -    | 86'      |
| 29-3-2015  | Ельбасан       | Албанія    | 2 – 1     | Вірменія   | Відбір до ЧЄ 2016 | -    | 46'      |
| 13-6-2015  | Ельбасан       | Албанія    | 1 – 0     | Франція    | товариський матч  | -    | 56'      |
| 4-9-2015   | Копенгаген     | Данія      | 0 – 0     | Албанія    | Відбір до ЧЄ 2016 | -    | 64'      |
| 7-9-2015   | Ельбасан       | Албанія    | 0 – 1     | Португалія | Відбір до ЧЄ 2016 | -    |          |
| 8-10-2015  | Ельбасан       | Албанія    | 0 – 2     | Сербія     | Відбір до ЧЄ 2016 | -    | 83'      |
| 13-11-2015 | Приштина       | Косово     | 2 – 2     | Албанія    | товариський матч  | -    | 77'      |
| 16-11-2015 | Тирана         | Албанія    | 2 – 2     | Грузія     | товариський матч  | -    | 57'      |
| Усього     |                | Матчів     | 15        |            | Голів             | 1    |          |